# Csepel-Rózsadomb
Pour les articles homonymes, voir Csepel.
Csepel-Rózsadomb est un quartier situé dans le 21e arrondissement de Budapest. 